# En foræring til min Kone
En foræring til min Kone (o Den fulde Mand) è un cortometraggio muto del 1906 diretto da Viggo Larsen.

## Produzione
Il film fu prodotto dalla Nordisk Film.

## Distribuzione
In Danimarca, il film fu proiettato per la prima volta al Biograf-Theatret di Copenhagen il 15 settembre 1906.